# 1st Regiment Infantry National Guard of Philadelphia
1st Regiment Infantry National Guard of Philadelphia, také známá jako Spirit of '61, je bronzová socha od Henryho Kirke Bush-Browna.
Stojí u Union League Club, na 140 South Broad Street, v centru Filadelfie.  Znázorňuje pochodujícího vojáka v plné uniformě. Byla vytvořena v roce 1911 k 50. výročí oslav prvního pluku, který byl povolán po napadení pevnosti Sumter. Její rozměry jsou 210 cm × 140 cm × 120 cm.